# Microterys tanais
Microterys tanais är en stekelart som först beskrevs av Walker 1837.  Microterys tanais ingår i släktet Microterys och familjen sköldlussteklar. Inga underarter finns listade i Catalogue of Life.